# ألبيرتو إسكاسي
ألبيرتو إسكاسي (بالإسبانية: Alberto Escassi) (28 فبراير 1989 بمالقة في إسبانيا - ) هو لاعب كرة قدم إسباني في مركز الوسط. لعب مع خيتافي ب ونادي ألكوركون ونادي إيركوليس ونادي خيتافي ونادي ياغوستيرا.

## وصلات خارجية
- ألبيرتو إسكاسي على موقع الاتحاد الأوربي (الإنجليزية)
- ألبيرتو إسكاسي على موقع قاعدة بيانات كرة القدم.إي يو (الإنجليزية)
- ألبيرتو إسكاسي على موقع Soccerbase.com (لاعب) (الإنجليزية)
- ألبيرتو إسكاسي على موقع Soccerway.com (الإنجليزية)
- ألبيرتو إسكاسي على موقع عالم كرة القدم.نت (الإنجليزية)
- ألبيرتو إسكاسي على موقع AS.com (الإسبانية)